# طيثارينات
الطيثارينات أو الذباب طويل الأرجل أو نقحرةً: تيبيولويديا (الاسم العلمي: Tipuloidea)، هو فوق فصيلة من الحشرات يتبع رتيبة خيطيات القرن من رتبة ذوات الجناحين، تسمى أعضاءها بالطيثار وواحدته الطيثارة.

## التصنيف
- الطيثارية
  - الطيثاراوات
    - الطيثارة